# 11800 Carrozzo
A 11800 Carrozzo (ideiglenes jelöléssel (11800) 1981 DN2) a Naprendszer kisbolygóövében található aszteroida. Schelte J. Bus fedezte fel 1981. február 28-án.

## Kapcsolódó szócikk
- Kisbolygók listája (11501–12000)